# Matti Nykänen
Matti Ensio Nykänen (født 17. juli 1963 i Jyväskylä, Finland, død 4. februar 2019 i Joutseno) var en finsk skihopper, der i 1980'erne vandt hele fire OL- og fem VM-guldmedaljer. Dette gør ham til en af de mest succesfulde skihoppere i historien. Hans helt store konkurrent var østtyskeren Jens Weißflog.
Efter at være stoppet som skihopper i 1990'erne var Nykänen i medierne adskillige gange som følge af et kaotisk privatliv. Han var gift fem gange og arbejdede som både sanger og stripper. Han var endvidere involveret i alkoholrelaterede voldssager, herunder hustruvold.

## Resultater
Nykänen op gennem 1980'erne fem VM-guldmedaljer. Han var første gang med til vinter-OL i 1984 i Sarajevo, hvor han først stillede op på normal bakke. Efter første runde førte han konkurrencen med 114,1 point foran østtyskeren Jens Weißflog, men da Nykänen i anden runde kun opnåede 99,9 point, var vejen banet for østtyskeren, der med en samlet score på 215,2 point sikrede sig guldet foran Nykänen med 214,0, mens hans finske holdkammerat, Jari Puikkonen, fik bronze med 212,8 point. Senere ved legene stillede Nykänen i lighed med de fleste øvrige skihoppere op til konkurrencen på stor bakke. Her var Nykänen suveræn og vandt begge runder, og han sprang 116 m i første runde, ni meter længere end næstbedste hopper. Med 231,2 point var guldmedaljen sikker for finnen, mens Jens Weißflog fik sølv med 213,7 point, og Pavel Ploc fra Tjekkoslovakiet blev nummer tre med 202,9 point.
Ved legene fire år senere i Calgary var Nykänen endnu mere succesfuld, idet han først vandt guld på normal bakke med 229,1 point, mens Pavel Ploc fik sølv med 212,1 point og dennes landsmand Jiří Malec bronze med 211,8 point. Senere stillede Nykänen også op på stor bakke, og også her var han suveræn, da han sejrede i begge runder og opnåede i alt 224,0 point. Her sikrede norske Erik Johnsen sig sølvet med 207,9 og akkurat besejrede jugoslaviske Matjaž Debelak, der fik 207,7 point og bronzemedaljen. Dagen efter den individuelle konkurrence blev der afholdt holdkonkurrence på stor bane, der var på det olympiske program for første gang. Her var Nykänen afgørende i, at Finland sikrede sig guldet med 634,4 point foran Jugoslavien med 625,5 point, mens Norge fik bronze med 596,1 point.